# OnLive
OnLiveは米国のOnLive社が開発した、オン・デマンド式のゲームサービス（ゲームオンデマンド）。代表はスティーブ・パールマン。
ゲームのすべての演算やレンダリングがサーバー側で行われ、それが“ビデオ映像化”されてクライアント機に転送され、マシンに依存せずプレイできるため、3DグラフィックスカードのないロースペックなPC、Mac、ノートPCであっても、OnLive社のWebサイトから1MBのブラウザプラグインをダウンロードするだけで、動画を再生できる性能があれば3Dゲームを気軽にプレイできる仕組み。また、専用のMicroConsole（写真）をテレビ受像機とLANケーブルに接続すれば、家庭用のどのようなテレビ画面上でもゲームを利用できる。サーバーとの送受信距離は1000マイル（約1600キロメートル）となっており、接続には最低3Mbpsの実効速度が必要で、推奨は5Mbpsとなっている。
2015年4月、OnLiveはソニーがOnLiveの主要部を取得すること、そして2015年4月30日をもってクラウドゲーミングサービスを終了することを発表した。

## 利用料金
サービス開始当初は、月額$14.95とゲームタイトル販売権が含まれていたが北米地域一部でのサービス開始だったため利用者の少なさが影響し、月額のみ廃止。現在はゲームタイトル販売権のみでサービスが提供されている。価格システムに関しては3日、5日、フリーという風になっている。日数が少ない分、価格は低いが期限が存在しているため日数が少ないものは体験版として理解しても良いだろう。最後にフリーという販売権だが、これはソフト自体を購入する意味である。すなわち、フリー権で購入すれば、永久にプレイできるという仕組みである。

## 略歴
- 2009年3月24日 - アメリカの州であるサンフランシスコで開催された2009 Game Developers ConferenceによりOnLiveのサービスを発表。
- 2010年5月6日 - 優先株の800万円を発行する。1株7.50ドルと評価された。
- 2010年5月13日 - 正式株価が10億ドルを超えて11億ドルを達す。イギリスでサービスを開始するため英の最大手であるブリティッシュ・テレコムとBelgacomと提携し、各2.6%の株を獲得を発表。
- 2010年6月17日 - アメリカの一部の地域限定でOnLiveの正式サービスを開始。
- 2010年9月15日 - Wi-Fiのベータ版プログラムサービスを開始。
- 2012年8月18日 - 経営難により清算、サービスは新会社に引き継ぎへ。
- 2015年4月2日 - ソニーがOnLiveの主要部分を取得し、2015年4月30日をもってサービスを終了することが発表される[1][2]。